# Verso Hollywood
Verso Hollywood (Going Hollywood) è un film statunitense del 1933 diretto da Raoul Walsh.